# Cheilosia bashanensis
Cheilosia bashanensis är en tvåvingeart som beskrevs av Huo, Ren och Zheng 2007. Cheilosia bashanensis ingår i släktet örtblomflugor, och familjen blomflugor.
Artens utbredningsområde är Sichuan (Kina). Inga underarter finns listade i Catalogue of Life.